# Efthýmis Filíppou
Efthýmis Filíppou (grec moderne : Ευθύμης Φιλίππου, né le 18 janvier 1977 à Acharnes en Grèce) est un dramaturge et scénariste grec.

## Filmographie
- 2009 : Canine
- 2011 : Alps
- 2012 : L
- 2015 : The Lobster
- 2015 : Chevalier Athina
- 2016 : Baton (court métrage)
- 2017 : Mise à mort du cerf sacré
- 2018 : Pity
- 2024 : Kinds of Kindness de Yórgos Lánthimos

## Distinctions

### Récompense
- 2017 : Prix du scénario au Festival de Cannes pour Mise à mort du cerf sacré (The Killing of A Sacred Deer)

### Nominations
- Meilleur scénario original pour The Lobster à la 89e cérémonie des Oscars (avec Yórgos Lánthimos)